# 尖吻小鱸
尖吻小鱸為輻鰭魚綱鱸形目鱸亞目河鱸科的其中一種，分布於美國賓夕法尼亞州Monongahela河至肯塔基州New河流域，體長可達12公分，棲息在流速快的溪流。